# Alcithoe jaculoides
Alcithoe jaculoides is een slakkensoort uit de familie van de Volutidae. De wetenschappelijke naam van de soort is voor het eerst geldig gepubliceerd in 1924 door Powell.